# Gran Premi de San Marino de motociclisme
El Gran Premi de San Marino de motociclisme és un esdeveniment esportiu que es disputa anualment al Circuit de Misano (després d'haver-se alternat sovint amb els de Mugello i Imola),  dins del calendari del Campionat del món de motociclisme.
Conegut oficialment com a Gran Premi de San Marino i la Costa de Rimini (Gran Premio motociclistico di San Marino e della Riviera di Rimini), el nom de l'esdeveniment és una mica equívoc, ja que s'ha celebrat sempre dins l'estat italià. El fet que ja existís un Gran Premi d'Itàlia de motociclisme i que els circuits d'Imola i Misano siguin a prop de San Marino, fou la causa del nom d'aquest Gran Premi.
A 25 d'abril de 2025

## Noms oficials i patrocinadors
- 1981, 1991, 1993: Gran Premio di San Marino (sense patrocinador oficial)
- 1982, 1984–1986: Gran Premio San Marino (sense patrocinador oficial)[1]
- 1983: Gran Premio S. Marino (sense patrocinador oficial)[2]
- 1987: Grand Prix San Marino (sense patrocinador oficial)[3]
- 2007–2009: Gran Premio Cinzano di San Marino e Della Riviera di Rimini[4]
- 2010–2013: Gran Premio Aperol di San Marino e Riviera di Rimini[5]
- 2014–2016: Gran Premio TIM di San Marino e della Riviera di Rimini[6]
- 2017: Gran Premio Tribul Mastercard di San Marino e della Riviera di Rimini[7]
- 2018–2019, 2021: Gran Premio Octo di San Marino e della Riviera di Rimini[8]
- 2020: Gran Premio Lenovo di San Marino e della Riviera di Rimini
- 2022: Gran Premio Gryfyn di San Marino e della Riviera di Rimini[9]
- 2023–2024: Gran Premio Red Bull di San Marino e della Riviera di Rimini[10]
- 2025: Red Bull Grand Prix of San Marino and the Rimini Riviera

## Guanyadors múltiples

### Pilots
| # Victòries | Pilot             | Victòries | Victòries                  |
| # Victòries | Pilot             | Categoria | Anys                       |
| ----------- | ----------------- | --------- | -------------------------- |
| 7           | Marc Márquez      | MotoGP    | 2015, 2017, 2019, 2024     |
| 7           | Marc Márquez      | Moto2     | 2011, 2012                 |
| 7           | Marc Márquez      | 125cc     | 2010                       |
| 4           | Jorge Lorenzo     | MotoGP    | 2011, 2012, 2013           |
| 4           | Jorge Lorenzo     | 250cc     | 2007                       |
| 3           | Valentino Rossi   | MotoGP    | 2008, 2009, 2014           |
| 3           | Francesco Bagnaia | MotoGP    | 2021, 2022                 |
| 3           | Francesco Bagnaia | Moto2     | 2018                       |
| 2           | Anton Mang        | 250cc     | 1981, 1982                 |
| 2           | Ricardo Tormo     | 50cc      | 1981, 1983                 |
| 2           | Maurizio Vitali   | 125cc     | 1983, 1984                 |
| 2           | Eddie Lawson      | 500cc     | 1985, 1986                 |
| 2           | Fausto Gresini    | 125cc     | 1985, 1987                 |
| 2           | Loris Reggiani    | 250cc     | 1987                       |
| 2           | Loris Reggiani    | 125cc     | 1981                       |
| 2           | Randy Mamola      | 500cc     | 1984, 1987                 |
| 2           | Àlex Rins         | Moto3     | 2013, 2014                 |
| 2           | Dani Pedrosa      | MotoGP    | 2010, 2016                 |
| 2           | Dennis Foggia     | Moto3     | 2021, 2022                 |
| 2           | Mattia Casadei    | MotoE     | 2023 Cursa 1, 2024 Cursa 1 |

### Constructors
| # Victòries | Constructor | Victòries | Victòries                                                  |
| # Victòries | Constructor | Categoria | Anys                                                       |
| ----------- | ----------- | --------- | ---------------------------------------------------------- |
| 20          | Honda       | MotoGP    | 2010, 2015, 2016, 2017, 2019                               |
| 20          | Honda       | 500cc     | 1982, 1984, 1993                                           |
| 20          | Honda       | 250cc     | 1991, 1993                                                 |
| 20          | Honda       | Moto3     | 2014, 2015, 2017, 2018, 2019, 2020, 2021, 2022, 2024       |
| 20          | Honda       | 125cc     | 1993                                                       |
| 14          | Yamaha      | MotoGP    | 2008, 2009, 2011, 2012, 2013, 2014, 2020                   |
| 14          | Yamaha      | 500cc     | 1983, 1985, 1986, 1987, 1991                               |
| 14          | Yamaha      | 250cc     | 1985, 1986                                                 |
| 10          | Kalex       | Moto2     | 2013, 2014, 2015, 2016, 2017, 2018, 2019, 2020, 2021, 2023 |
| 10          | Ducati      | MotoGP    | 2007, 2018, 2021, 2022, 2023, 2024                         |
| 10          | Ducati      | MotoE     | 2023 Cursa 1, 2023 Cursa 2, 2024 Cursa 1, 2024 Cursa 2     |
| 8           | Aprilia     | 250cc     | 1987, 2007, 2008, 2009                                     |
| 8           | Aprilia     | 125cc     | 2007, 2008, 2009, 2011                                     |
| 4           | Garelli     | 125cc     | 1985, 1987                                                 |
| 4           | Garelli     | 50cc      | 1982, 1983                                                 |
| 3           | MBA         | 125cc     | 1983, 1984, 1986                                           |
| 3           | Derbi       | 125cc     | 2010                                                       |
| 3           | Derbi       | 80cc      | 1985, 1987                                                 |
| 3           | KTM         | Moto3     | 2012, 2013, 2016                                           |
| 2           | Kawasaki    | 250cc     | 1981, 1982                                                 |
| 2           | Real        | 250cc     | 1984                                                       |
| 2           | Real        | 80cc      | 1984                                                       |
| 2           | Suter       | Moto2     | 2011, 2012                                                 |
| 2           | Boscoscuro  | Moto2     | 2022, 2024                                                 |

## Guanyadors per any
| Any  | Circuit | MotoE          | MotoE    | MotoE             | MotoE    | Moto3          | Moto3   | Moto2             | Moto2      | MotoGP            | MotoGP | Detalls |
| Any  | Circuit | Cursa 1        | Cursa 1  | Cursa 2           | Cursa 2  | Moto3          | Moto3   | Moto2             | Moto2      | MotoGP            | MotoGP | Detalls |
| Any  | Circuit | Pilot          | Marca    | Pilot             | Marca    | Pilot          | Marca   | Pilot             | Marca      | Pilot             | Marca  | Detalls |
| ---- | ------- | -------------- | -------- | ----------------- | -------- | -------------- | ------- | ----------------- | ---------- | ----------------- | ------ | ------- |
| 2024 | Misano  | Mattia Casadei | Ducati   | Óscar Gutiérrez   | Ducati   | Ángel Piqueras | Honda   | Ai Ogura          | Boscoscuro | Marc Márquez      | Ducati | Detalls |
| 2023 | Misano  | Mattia Casadei | Ducati   | Nicholas Spinelli | Ducati   | David Alonso   | Gas Gas | Pedro Acosta      | Kalex      | Jorge Martín      | Ducati | Detalls |
| 2022 | Misano  | Mattia Casadei | Energica | Matteo Ferrari    | Energica | Dennis Foggia  | Honda   | Alonso López      | Kalex      | Francesco Bagnaia | Ducati | Detalls |
| 2021 | Misano  | Jordi Torres   | Energica | Matteo Ferrari    | Energica | Dennis Foggia  | Honda   | Raúl Fernández    | Kalex      | Francesco Bagnaia | Ducati | Detalls |
| 2020 | Misano  | Matteo Ferrari | Energica | -                 | -        | John McPhee    | Honda   | Luca Marini       | Kalex      | Franco Morbidelli | Yamaha | Detalls |
| 2019 | Misano  | Matteo Ferrari | Energica | Matteo Ferrari    | Energica | Tatsuki Suzuki | Honda   | Augusto Fernández | Kalex      | Marc Márquez      | Honda  | Detalls |

| Any  | Circuit | Moto3               | Moto3   | Moto2               | Moto2    | MotoGP           | MotoGP | Detalls |
| Any  | Circuit | Pilot               | Marca   | Pilot               | Marca    | Pilot            | Marca  | Detalls |
| ---- | ------- | ------------------- | ------- | ------------------- | -------- | ---------------- | ------ | ------- |
| 2018 | Misano  | Lorenzo Dalla Porta | Honda   | Francesco Bagnaia   | Kalex    | Andrea Dovizioso | Ducati | Detalls |
| 2017 | Misano  | Romano Fenati       | Honda   | Thomas Lüthi        | Kalex    | Marc Márquez     | Honda  | Detalls |
| 2016 | Misano  | Brad Binder         | KTM     | Lorenzo Baldassarri | Kalex    | Dani Pedrosa     | Honda  | Detalls |
| 2015 | Misano  | Enea Bastianini     | Honda   | Johann Zarco        | Kalex    | Marc Márquez     | Honda  | Detalls |
| 2014 | Misano  | Àlex Rins           | Honda   | Tito Rabat          | Kalex    | Valentino Rossi  | Yamaha | Detalls |
| 2013 | Misano  | Àlex Rins           | KTM     | Pol Espargaró       | Kalex    | Jorge Lorenzo    | Yamaha | Detalls |
| 2012 | Misano  | Sandro Cortese      | KTM     | Marc Márquez        | Suter    | Jorge Lorenzo    | Yamaha | Detalls |
|      |         | 125 cc              | 125 cc  | Moto2               | Moto2    | MotoGP           | MotoGP |         |
| 2011 | Misano  | Nicolás Terol       | Aprilia | Marc Márquez        | Suter    | Jorge Lorenzo    | Yamaha | Detalls |
| 2010 | Misano  | Marc Márquez        | Derbi   | Toni Elías          | Moriwaki | Dani Pedrosa     | Honda  | Detalls |
|      |         | 125 cc              | 125 cc  | 250 cc              | 250 cc   | MotoGP           | MotoGP |         |
| 2009 | Misano  | Julián Simón        | Aprilia | Hèctor Barberà      | Honda    | Valentino Rossi  | Yamaha | Detalls |
| 2008 | Misano  | Gábor Talmácsi      | Aprilia | Álvaro Bautista     | Aprilia  | Valentino Rossi  | Yamaha | Detalls |
| 2007 | Misano  | Mattia Pasini       | Aprilia | Jorge Lorenzo       | Aprilia  | Casey Stoner     | Ducati | Detalls |
|      |         | 125 cc              | 125 cc  | 250 cc              | 250 cc   | 500 cc           | 500 cc |         |
| 1993 | Mugello | Dirk Raudies        | Honda   | Loris Capirossi     | Honda    | Mick Doohan      | Honda  | Detalls |
| 1991 | Mugello | Peter Öttl          | Rotax   | Luca Cadalora       | Honda    | Wayne Rainey     | Yamaha | Detalls |

| Any  | Circuit | 80 cc              | 80 cc   | 125 cc          | 125 cc    | 250 cc         | 250 cc        | 500 cc            | 500 cc | Detalls |
| Any  | Circuit | Pilot              | Marca   | Pilot           | Marca     | Pilot          | Marca         | Pilot             | Marca  | Detalls |
| ---- | ------- | ------------------ | ------- | --------------- | --------- | -------------- | ------------- | ----------------- | ------ | ------- |
| 1987 | Misano  | Manuel Herreros    | Derbi   | Fausto Gresini  | Garelli   | Loris Reggiani | Aprilia-Rotax | Randy Mamola      | Yamaha | Detalls |
| 1986 | Misano  | Pier Paolo Bianchi | Seel    | August Auinger  | MBA       | Tadahiko Taira | Yamaha        | Eddie Lawson      | Yamaha | Detalls |
| 1985 | Misano  | Jorge Martínez     | Derbi   | Fausto Gresini  | Garelli   | Carlos Lavado  | Yamaha        | Eddie Lawson      | Yamaha | Detalls |
| 1984 | Mugello | Gerhard Waibel     | Real    | Maurizio Vitali | MBA       | Manfred Herweh | Real-Rotax    | Randy Mamola      | Honda  | Detalls |
|      |         | 50 cc              | 50 cc   | 125 cc          | 125 cc    | 250 cc         | 250 cc        | 500 cc            | 500 cc |         |
| 1983 | Imola   | Ricardo Tormo      | Garelli | Maurizio Vitali | MBA       |                |               | Kenny Roberts     | Yamaha | Detalls |
| 1982 | Mugello | Eugenio Lazzarini  | Garelli |                 |           | Anton Mang     | Kawasaki      | Freddie Spencer   | Honda  | Detalls |
| 1981 | Imola   | Ricardo Tormo      | Bultaco | Loris Reggiani  | Minarelli | Anton Mang     | Kawasaki      | Marco Lucchinelli | Suzuki | Detalls |